# White (månkrater)
White är en 42 kilometer stor nedslagskrater på månens baksida. White har fått sitt namn efter den amerikanske astronauten Edward H. White.

## Satellitkratrar
| White | Latitud | Longitud | Diameter |
| ----- | ------- | -------- | -------- |
| W     | 42.1° S | 162.7° V | 24 km    |